# Jean Le Dilly
Jean Le Dilly (Plouguernével, 28 giugno 1906 – Plouguernével, 5 luglio 1981) è stato un ciclista su strada francese.

## Carriera
Professionista dal 1928 al 1939, partecipò quattro volte al Bretagne Classic Ouest-France, aggiudicandosi la vittoria nel 1935, e il terzo posto nel 1936.

## Palmarès

### Strada
- 1934

Circuit de Forez
- 1935

Bretagne Classic Ouest-France